# Hyperaspis pistillata
Hyperaspis pistillata är en skalbaggsart som beskrevs av Watson 1969. Hyperaspis pistillata ingår i släktet Hyperaspis och familjen nyckelpigor. Inga underarter finns listade i Catalogue of Life.